# Xã Bismark, Quận Platte, Nebraska
Xã Bismark (tiếng Anh: Bismark Township) là một xã thuộc quận Platte, tiểu bang Nebraska, Hoa Kỳ. Năm 2010, dân số của xã này là 462 người.